# Dawud Gholamasad
Dawud Gholamasad (* 21. Januar 1943 in Teheran, Iran) ist ein iranisch-deutscher Soziologe.

## Leben
Gholamasad wuchs in Iran auf. Von 1962 bis 1966 absolvierte er ein Praktikum und ein Ingenieursstudium in Deutschland. Von 1966 bis Ende 1970 studierte er Staatswissenschaften an der Universität Graz und wurde 1970 mit dem Thema Sozio-ökonomische Aspekte der Landreform in Iran zum Dr. rer. pol. promoviert. In den Jahren 1971 bis 1973 studierte er Philosophie, Soziologie und Pädagogik an der Universität Frankfurt am Main. 1973 wechselte er an die Universität Hannover als wissenschaftlicher Assistent. 1985 habilitierte er sich mit der Schrift Die Entstehung der Islamischen Revolution für das Fach Soziologie. 1987 wurde er Professor für Soziologie am Institut für Soziologie in Hannover.
Seine Arbeiten beschäftigen sich mit den Themen Politische Soziologie der weniger entwickelten Gesellschaften mit regionalem Schwerpunkt Naher und Mittlerer Osten, insbesondere Iran, Entwicklungssoziologie, Internationale Beziehungen und Kulturvergleich, Prozess- und Figurationssoziologie, Sozio- und Psychogenese der Re-Islamisierung, Demokratisierungsprobleme der islamisch geprägten Gesellschaften, Zusammenhänge der Demokratisierung und Zivilisierung im Sinne der Interdependenzen zwischen Wandlungen der Machtbalancen zwischen Menschen und der zivilisatorischen Transformation ihrer Verhaltens- und Empfindensmuster sowie Soziodynamik zwischenstaatlicher Beziehungen. Als Bezugstheorie seiner Arbeit dient Gholamasad vor allem die durch Norbert Elias begründete Prozess- und Figurationssoziologie.
Nach seiner Emeritierung ist Dawud Ghomalasad weiterhin wissenschaftlich aktiv und betreibt seit 2014 unter anderem die Webseite www.gholamasad.jimdofree.com auf der er regelmäßig vor allem die politische Entwicklung in Iran dokumentiert und aus einer sozio-psychologischen Perspektive analysiert.

## Veröffentlichungen
- Iran: Die Entstehung der „Islamischen Revolution“, Hamburg 1985, ISBN 978-3-88506-144-1 (erhältlich als PDF-Dokument).
- Weltanschauliche und sozialpsychologische Aspekte der iranischen Kriegsführung (Ideological and sociopsychological aspects of Irans warfare. The ideological background for the acceptance of the UNO Ceasefire Resolution 598 by the Islamic Republic of Iran). In: Orient. 30. Jahrgang, 1989, Nr. , S. 439–452, und Nr. 4, S. 557–569.
- Zu Demokratisierungsproblemen der islamisch geprägten Gesellschaften. In: Eva Barlösius u. a. (Hrsg.): Distanzierte Verstrickungen. Berlin 1997, S. 357–374.
- Zur Entstehung und Veralltäglichung einer charismatischen Herrschaft im nachrevolutionären Iran. In: Aus Politik und Zeitgeschichte. 19, 1999.
- Zum Umbruch im nachrevolutionären Iran (Radikal Change in Post-Revolution Iran). In: Orient. 42. Jahrgang, Nr. 4,  Dezember 2001.
- Einige Thesen zum Islamismus als globaler Herausforderung. In: Aus Politik und Zeitgeschichte. B3-4/2002[2]
- Selbstbild und Weltsicht islamistischer Selbstmord-Attentäter. Tödliche Implikationen eines theozentrischen Menschenbildes unter selbstwertbedrohenden Bedingungen. Klaus-Schwarz-Verlag. 2006. ISBN 978-3-87997-331-6[3] (seit 2019 bei De Gruyter als Band 270 der Reihe Islamkundliche Untersuchungen)
- Irans neuer Umbruch – von der Liebe zum Toten zur Liebe zum Leben. ecce_Verlag, Hannover 2010.
- Vom Wert einer Wasserschlacht - Die iranische Jugend hat das Märtyrertum satt. Ein Gespräch mit dem Soziologen Dawud Gholamasad; Berliner Zeitung, 13. September 2011.
- Nationalismus, Islamismus und Patriotismus der Iraner in ihrem langen Kampf seit der "konstitutionellen Revolution". In: IMUDI – Initiative Menschenrechte und Demokratie Iran. 2019.
- Warum immer noch die Suche nach einem „Retter in der Not“ unter Iraner dominiert: Die Macht der sozialen Gewohnheiten; Veröffentlichung anlässlich des 46. Jahrestages der 'Islamischen Revolution' (16.01.1979). Homepage Dawud Ghomalasad, 11. Januar 2025.
- Für welche Republik kämpft die demokratische Opposition Irans? Homepage Dawud Ghomalasad, 11. Januar 2025.